# Særløse Sogn
Særløse Sogn 
ist eine Kirchspielsgemeinde (dän.: Sogn)
auf der Insel Sjælland im südlichen Dänemark.
Bis 1970 gehörte sie zur Harde Voldborg Herred im damaligen Københavns Amt (bis 1808: Roskilde Amt), danach zur Lejre Kommune im „neuen“ Roskilde Amt, die im Zuge der  Kommunalreform zum 1. Januar 2007 in der „neuen“ Lejre Kommune in der Region Sjælland aufgegangen ist.
Im Kirchspiel leben 579 Einwohner (Stand: 1. Januar 2023).
Im Kirchspiel liegt die Kirche „Særløse Kirke“.
Nachbargemeinden sind im Nordwesten Kirke Hvalsø Sogn, im Norden Kisserup Sogn, im Nordosten Allerslev Sogn und im Osten Osted Sogn, ferner in der südöstlich gelegenen Køge Kommune Borup Sogn und in der im Südwesten benachbarten Ringsted Kommune Jystrup Sogn und Valsølille Sogn.